# Agonum albipes
Agonum albipes är en skalbaggsart som beskrevs av Frabricius. Agonum albipes ingår i släktet Agonum och familjen jordlöpare. Inga underarter finns listade i Catalogue of Life.